# Palatka (Rusland)

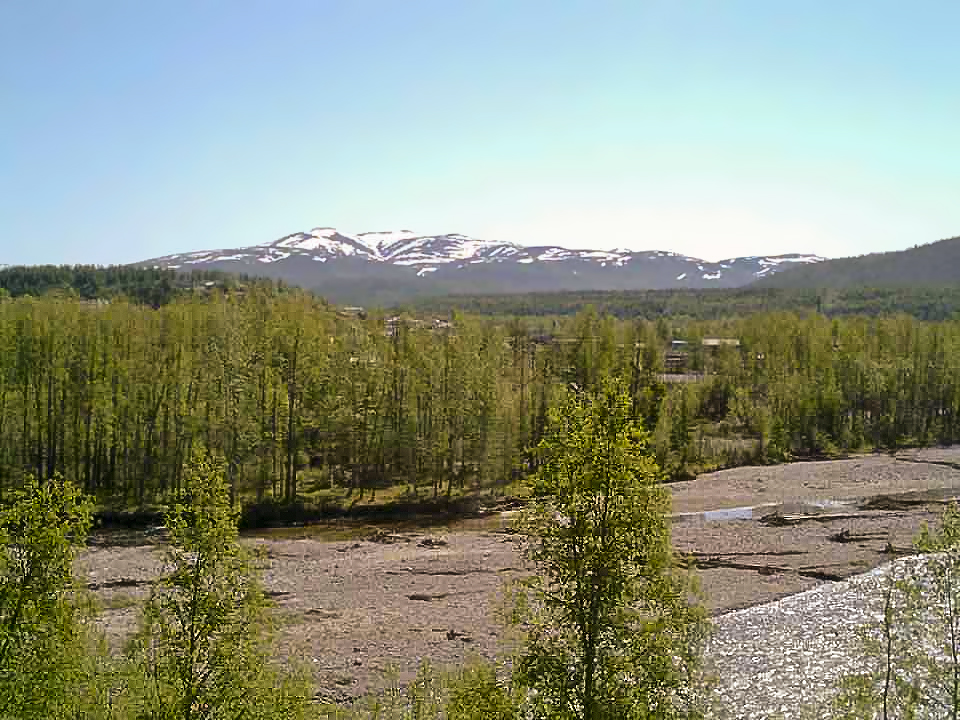
Omgeving rond Palatka

Palatka (Russisch: Палатка,  "tent") is een nederzetting met stedelijk karakter in het gemeentelijke district Chasynski van de Russische oblast Magadan in het Russische Verre Oosten. De plaats ligt op 87 kilometer van Magadan aan de Kolymatrakt iets ten noordoosten van Chasyn en op ongeveer 100 kilometer van Atka.
De naam van de plaats is mogelijk afkomstig van de eerste tent die hier begin jaren 30 werd opgezet door de Goelagdwangarbeiders die de weg langs de plaats aanlegden, maar er zijn meer versies in omloop. Een andere versie verklaart de naam als afkomstig van Palja Atken; "stenige rivier".

## Klimaat
Palatka ligt in een gebied met een subarctisch klimaat met lange en zeer strenge winters en korte koele zomers. De relatieve luchtvochtigheid bedraagt 73,1% en de gemiddelde windsnelheid 3,7 m/s.
| Maand                       | jan   | feb   | mrt   | apr | mei  | jun | jul  | aug | sep | okt  | nov   | dec   | Jaar |
| --------------------------- | ----- | ----- | ----- | --- | ---- | --- | ---- | --- | --- | ---- | ----- | ----- | ---- |
| Gemiddelde temperatuur (°C) | −26,9 | −25,7 | −20,2 | −11 | −2,1 | 8,2 | 12,4 | 9,9 | 3   | −8,4 | −20,7 | −26,3 | −8,9 |

## Geschiedenis

### Goelaggeschiedenis
De precieze datum van stichting is onbekend, maar ligt ergens in het begin van de jaren 30, toen de regio rond Magadan werd onderzocht op de aanwezigheid van delfstoffen (met name goud) en Goelagdwangarbeiders hier een nederzetting bouwden. Het eerste document stamt uit juni 1932, toen de eerste brug over het gelijknamige riviertje gereedkwam. Er ontstond een garage voor motorvoertuigen en een goelagkamp van de Sevvostlag met in 1937 ongeveer 3.000 gevangenen. Ook werd er een kamp voor vrouwelijke gevangenen geopend in dat jaar. Tot 1937 werd de plaats nogal chaotisch opgezet, maar in dat jaar werd een plan opgesteld voor de nieuwe plaats. In augustus van dat jaar begon de bouw van nieuwe huizenblokken. In 1939, in het midden van de Grote Zuivering, was de plaats een van de meest bevolkte aan de Kolymatrakt. Daarop werd ook een smalspoorlijn aangelegd van de zeehaven van Magadan naar Palatka, die tot 1950 in dienst bleef. In 1955 werd de spoorlijn gesloopt en de rails verkocht aan het buitenland.

### Nieuwe bedrijven en groei
In 1966 kreeg Palatka de status van bestuurlijk centrum van het district Chasynski. In 1967 werd bij de plaats de sovchoz Joebilejny voor de rendierhouderij geopend met 6000 rendieren.
Midden jaren 70 van de twintigste eeuw werd een mijnbouw-metallurgisch bedrijf gebouwd bij Karamken, waarvan Palatka sterk profiteerde, doordat alle mijnwerkers in de plaats gingen wonen en Palatka een soort slaapstad werd. Zij bouwden ook een aantal -vaak haastig gebouwde- flats, waarvan een aantal 5-etagegebouwen al na 20 jaar in slechte staat verkeerde.

### Na de perestrojka
In de jaren 90 werd de rendierboerderij gesloten, waardoor de voormalige arbeiders (vooral Orotsjen en Evenken) werkloos werden. Eind jaren 80 kwam men er ook achter dat ook in de Verenigde Staten een plaats ligt die Palatka heet. Vervolgens werd begin jaren 90 hiermee een plaatsenband aangegaan. In de jaren 90 verdwenen door de grote economische crises soms volledige plaatsen van de kaart, zoals Strelka, Mjakit en Jablonevy, waarvan een gedeelte van de inwoners zich in Palatka vestigden, daar de huizenprijzen hier veel lager liggen dan in Magadan. Desondanks daalde de bevolking tussen 1989 en 2002 van 10.496 naar 4.888 inwoners.
Later ontstond een aantal nieuwe mijnbouwgerelateerde bedrijven in de plaats, waar ook voormalige werknemers van het failliet gegane mijnbouw-metallurgisch bedrijf van Karamken gingen werken. De plaatsvormende onderneming; de garage voor motorvoertuigen kreeg te kampen met een teruglopend aantal voertuigen over de Kolymatrakt en moest uiteindelijk sluiten.

## Bevolkingsontwikkeling
|                            |
| ■ Volkstelling ■ Schatting |

## Partnerplaatsen
- Palatka (VS)